# Adolfo Taymir Urciuoli
Adolfo Taymir Urciuoli (Mar del Plata, Buenos Aires, Argentina; 7 de abril de 1937 - Ibídem ; 31 de octubre de 2016) fue un famoso baloncestista argentino.

## Carrera
Gran baloncestista, supo brillar notablemente en el Club Atlético Peñarol durante su época de esplendor en el aro en los años 1960.
En pleno apogeo del básquetbol en Bahía Blanca, el técnico de moda hace medio siglo, el "Bala" Miguel Ángel Ripullone armaba la selección de Provincia de Buenos Aires: bahienses, platenses y el marplatense, Urciuoli.
El "Negro" habilidoso, físico fibroso, no muy alto para los tiempos que se venían, compartió competiciones con otros grandes como Oscar Gaete Blasco, Ernesto Finito Ghermann, Zoilo Domínguez, Ricardo Alix y Alberto Pedro Cabrera (Mandrake).
Urciuoli se desempeñó en todas las posiciones y siempre fue goleador en los planteles que integró, tanto en Peñarol como en Kimberley. En la etapa previa a la Liga, fue de lo más grande del básquet marplatense, campeón con el equipo del barrio Materno Infantil en el Oficial de 1962. Después fue asistente de Jorge Smirnoff en el equipo de Peñarol que jugó la Liga de Transición en 1984.
Como docente en su club predilecto enseñó todo, siendo muy meticuloso con los detalles: el pique, el lanzamiento, la postura, la posición de las rodillas, entre otros. Tuvo entre sus alumnos a Sebastián Rodríguez.
En el 2011 el Honorable Concejo Deliberante de General Pueyrredon  le entregó la condecoración al "Mérito Deportivo", en reconocimiento a la trascendencia lograda, también en el ámbito deportivo.
En el 2013 organizó una cena para los periodistas de su tiempo y de la época dorada marplatense Con el apoyo de la directiva de Peñarol, 250 personas rodearon al querido "Negro" y el periodismo de la época. Glorias del micrófono, todas juntas como Mario Trucco, Raúl Ramírez, Jorge Alfieri, Vicente Ciano, Juan Carlos Morales y Luis Carlos Secuelo.

## Fallecimiento
El deportista Adolfo Taymir Urciuoli murió el lunes 31 de octubre de 2016 a los 79 años de edad. Meses atrás había sido sometido a una operación de cadera. Y en diciembre pasado fue homenajeado durante Las 24 horas de Peñarol (una maratón de partidos con jugadores de todas las épocas y con las divisiones formativas) que organizó Sebastián "Tato" Rodríguez. Sus restos fueron velados en  la sede del club "Milrayitas" .